# Get Scared
Get Scared es una banda estadounidense de post-hardcore formada en Layton, Utah. Formados en 2008, lanzaron su primer EP, Cheap Tricks and Theatrics en 2009. Su segundo EP, Get Scared fue lanzado en 2010. El álbum de estudio de la banda, Best Kind of Mess , fue lanzado el 12 de julio de 2011. Nicholas Matthews dejó la banda para unirse a Blacklisted Me, y la banda lanzó Cheap Tricks and Theatrics B-Sides el 19 de diciembre de 2011 sin ningún anuncio previo. Nichollas fue reemplazado por Joel Faviere en 2011. El tercer EP de la banda, Built for Blame, Laced With Shame Fue lanzado en 2012 con Faviere. Faviere fue expulsado unos meses después del lanzamiento del EP cuando Matthews se unió a la banda. Luego del regreso de Matthews, la banda firmó con Fearless Records y lanzó su segundo álbum de larga duración, Everyone's Out To Get Me el 11 de noviembre de 2013. El tercer álbum de estudio de la banda, Demons se lanzó el 30 de octubre de 2015 y marcó un sonido post-hardcore de la banda que aparece en Built for Blame y Everyone's Out to Get Me a favor de un sonido más metalcore. Recientemente en el 19 de abril de 2019, la banda sacó el álbum "The Dead Days", que continuó con un estilo similar a "Demons", pero con un estilo metal más acentuado. La banda se tomó una pausa. Más tarde, el vocalista Nicholas Matthews declaró que la banda se había separado debido a múltiples problemas entre los miembros de la banda. A inicios de 2025 anunciaron su regreso.

## Historia

### Primeros años,Best Kind of MessyBuilt for Blame, Laced With Shame(2008-2013)
Antes de formar la banda, Nichollas Matthews, Johnny Braddock, Bradley Iverson y Warren Wilcock estaban en bandas separadas. Los cuatro se unieron para formar la banda y lanzaron su primer EP, Cheap Tricks and Theatrics.
Durante el verano de 2010, la banda continuó con el Hot Topic's Sacred Ceremony gira con Black Veil Brides y Vampires Everywhere!, ayudando a promocionar la banda. La banda se embarcó en varias giras, en particular la primera etapa de The Dead Masquerade Tour (con Escape the Fate, Alesana, Drive A y Motionless in White) de enero a marzo de 2011 y en una gira con Aiden incluyendo a Eyes Set to Kill, Dr. Acula, Vampires Everywhere! y Escape the Fate (solo ciertas fechas) durante la primavera de 2011. El 12 de julio de 2011, lanzaron su álbum debut "Best Kind of Mess" , su primer lanzamiento a través de Universal Motown Records con remakes masterizados de las canciones "Setting Yourself Up for Sarcasm" y "If She Only Knew Voodoo Like I Do" remombradas a "Sarcasm" y "Voodo", La banda se embarcó en el Fuck You All Tour con Dr. Acula y Girl On Fire en promoción del álbum.
El 30 de noviembre de 2011, la banda anunció que Matthews abandonaba la banda. Dijeron que Matthews quería buscar más opciones en su carrera musical con Blacklisted Me y que fue una sorpresa para toda la banda. La banda pospuso cualquier fecha de gira hasta nuevo aviso debido a la repentina salida y la falta de un vocalista principal. En el mismo mensaje, también anunciaron que realizarán audiciones para vocalista principal
La banda volvió a entrar en el estudio con el nuevo vocalista el 28 de diciembre. Aunque no se anunció oficialmente quién era el nuevo vocalista, en ese momento hubo muchas especulaciones de que el cantante de Dear Chandelier, Joel Faviere, reemplazó a Matthews, debido a los tuits enviados por Faviere y algunos de los miembros de Get Scared en Twitter. Más tarde se hizo oficial que Faviere era el nuevo vocalista principal. La banda también dio la bienvenida al nuevo guitarrista, Adam Virostko, la banda anunció que a partir de septiembre de 2012 tocarían en el The Pizza Party Tour con Dead Rabbits. Virostko se convirtió en un miembro permanente se anunció formalmente el 21 de noviembre de 2012. Joel Faviere fue el cantante de la banda por un corto tiempo hasta el regreso de Matthews el 19 de noviembre de 2012. Sólo con un EP llamado Built for Blame, Laced With Shame fue lanzado durante la corta permanencia de Faviere con la banda.

### Everyone's Out To Get Me(2013-2014)
El 5 de junio de 2013, Get Scared anunció que firmó con Fearless Records y lanzó un álbum para el otoño. El 21 de junio, lanzaron una nueva canción titulada "At My Worst" en YouTube. Una nueva canción fue lanzada en Twitter antes de que se hiciera un anuncio sobre un nuevo álbum y se tituló, "For You", fue lanzada en línea, pero se reveló meses más tarde que aparecerá en el nuevo álbum.
El 18 de septiembre, la banda anunció que su segundo álbum de estudio se titularía "Everyone's Out To Get Me" y que se lanzará el 11 de noviembre a través de Fearless Records. Junto con el anuncio, revelaron la lista de canciones y también lanzaron un breve adelanto del nuevo sencillo, "Told Ya So" del próximo álbum y se lanzó oficialmente el 24 de septiembre.
El 1 de enero de 2014, Fearless Records lanzó un video en su página en YouTube anunciando bandas que lanzarán álbumes en 2014 y también anunció la compilación de Fearless Records de Punk Goes 90's Vol. 2 y Get Scared estará haciendo la versión de la canción "My Own Worst Enemy" (originalmente de Lit).

### Demons,The Dead Daysy separación (2015-2019)
La banda anunció su tercer álbum de estudio, Demons el 3 de septiembre de 2015, junto con el lanzamiento del sencillo "Buried Alive". El 2 de octubre se lanzó un segundo sencillo, titulado "Suffer". El 22 de octubre, se lanzó un tercer sencillo, "RIP", en iTunes y en el nuevo Apple Music. El álbum fue lanzado oficialmente el 30 de octubre de 2015. Para promocionar el álbum la banda se embarco en la gira llamada The Other Side Tour con New Years Day y tres fechas con I See Stars en el  Light In The Cave Tour en octubre de 2015 y febrero de 2016, respectivamente, y también tuvo una breve gira en México y actuaciones en el Festival Scream Out en Japón y el Festival South By So What en Texas para promocionar el álbum.
La banda entró al estudio en noviembre de 2017 con el productor Kris Cummett para grabar su cuarto álbum de estudio. El álbum tenía una fecha de lanzamiento tentativa en 2018, pero no sucedió. El 9 de enero de 2019, el guitarrista Johnny Braddock anunció que la banda estaba en una pausa mientras el vocalista Nicholas Matthews se recupera de una adicción a la heroína. Varios días después, Matthews anunció que había dejado la banda.
El 10 de abril de 2019, Johnny Braddock anunció que The Dead Days se lanzará el 19 de abril de 2019. El 15 de septiembre de 2019, Nicholas Matthews publicó un video explicativo; después de que alguien preguntó en los comentarios si la banda se había separado, Matthews dijo "desafortunadamente eso es correcto". Luego pasó a decir:
| Sé que es molesto, no tienes idea de lo difícil que ha sido para mí aceptar. Especialmente porque no tuve elección en nada de eso. Ninguno de nuestra banda lo hizo, excepto Johnny. Tiene todos los inicios de sesión en todas nuestras redes sociales, cuentas bancarias, facturas telefónicas, YouTube. Literalmente todo. Es por eso que tuve que crear un YouTube completamente nuevo incluso para publicar este video. También es la única razón por la que pudo tomar el control total sobre el destino de Get Scared y decidir exactamente qué deberían o no escuchar los fanáticos. Luego comenzó a usar todas las cuentas de la banda como su propio entorno de promoción personal para su nuevo álbum en solitario sin que ninguno de nosotros tenga ni una pizca de voz o control sobre nada de lo que ha estado publicando al respecto. Todo lo que dijo sobre mí, y Get Scared, se hizo por su cuenta sin consultarnos previamente a ninguno de nosotros en la banda. Había un motivo detrás de todo lo que hizo. Lo que terminaría por asustarse de su propio reconocimiento para separarse de nosotros, y usar el éxito de Get Scared para promover su nueva carrera en solitario. (Que él ha usado mis propias plantillas personales para ayudar a crear algunas de sus canciones) Y por mucho que quiera actuar como si eso no fuera cierto, tengo a mí y al resto de mi banda que podemos responder por eso. Lo he estado enviando mensajes de texto / llamándolo durante casi un año entero y se niega a responder. Así que es una especie de resumen que aún no incluye todo lo que ha hecho o está haciendo. Nicholas Matthews. |

### Regreso (2025-presente)
En marzo de 2025, la banda anunció su regreso a los escenarios.

## Controversia
El 15 de febrero de 2017, el exvocalista de la banda, Joel Faviere, fue arrestado por cargos de pornografía infantil. La banda lanzó una declaración que dice que "su tiempo en la banda fue muy corto, pero sentimos que ha empañado el mismo nombre por el que trabajamos tan arduamente durante los últimos 9 años y nos disculpamos con ustedes que han sido heridos o afectados por las acciones de este hombre". También alentaron a las personas a donar al Centro Nacional para Niños Desaparecidos y Explotados.
El 11 de mayo de 2018, Faviere fue condenado a 12 años de prisión por los cargos de pornografía infantil.

## Miembros
Miembros actuales
- Nicholas Matthews - voz (2008-2011, 2012-2019, 2025-presente)
- Johnny "Johnny B" Braddock - guitarra líder, coros (2008-2019, 2025-presente), bajo (2008-2012)
- Bradley "Lloyd" Iverson - bajo, coros (2008-2019, 2025-presente), guitarra rítmica (2008-2012)
- Dan Juarez - batería, percusión (2009-2019, 2025-presente)
- Adam Virostko - guitarra rítmica (2012-2019, 2025-presente)

Miembros antiguos
- Warren Wilcock - batería, percusión (2009-2009)
- Joel Faviere - voz (2011-2012)

Miembros de apoyo
- Logan V - bajo (2009)
- R.J. Meza - bajo (2009-2010)
- TJ Bell - bajo (2011-2012)

Timeline

## Discografía
Álbumes de estudio
- Best Kind of Mess (2011)
- Everyone's Out To Get Me (2013)
- Demons (2015)
- The Dead Days (2019)

EP
- Cheap Tricks and Theatrics (2009)
- Get Scared (2010)
- Cheap Tricks and Theatrics: B-Sides (2011)
- Built for Blame, Laced With Shame (2012)

Sencillos
- "Sarcasm" (2011)
- "Fail" (2011)
- "Whore" (2011)
- "Cynical Skin" (2012)
- "Built for Blame" (2012)
- "Don't You Dare Forget the Sun" (2012)
- "At My Worst" (2013)
- "Told Ya So" (2013)
- "Badly Broken" (2013)
- "My Own Worst Enemy" (cover de Lit) (2014)
- "Buried Alive" (2015)
- "Suffer" (2015)
- "R.I.P" (2015)

Vídeos musicales
- "If Only She Knew Voodoo Like I Do" (2009)
- "Sarcasm" (2011)
- "Don't You Dare Forget The Sun" (2012)
- "Badly Broken" (2013)
- "Buried Alive" (2015)
- "Suffer" (2015)
- "R.I.P" (2016)